# Tituria nigrina
Tituria nigrina är en insektsart som beskrevs av Cai och Kuoh 19??. Tituria nigrina ingår i släktet Tituria och familjen dvärgstritar. Inga underarter finns listade i Catalogue of Life.